# Хорезмская таньга
Хорезмская (хивинская) таньга — денежная единица Хивинского ханства с начала XVI века по 1920 год.

## История
Выпуск монет Хорезма начат в начале XVI века, в период правления узбекской династии Шибанидов, и продолжился при узбекской династии кунгратов. Чеканку новых монет начал Мухаммад Рахим-хан I (1806—1825). В XIX веке чеканились медные пулы (фаллусы), серебряные таньга, золотые 1⁄2 тиллы и тилла. Твёрдого соотношения между золотой и серебряной монетами не существовало, их курс колебался. В обращении преобладала серебряная монета.
После установления в 1873 году российского протектората в обращении стали использоваться также российские денежные знаки. В начале XX века устанавливается твёрдое соотношение: 1 рубль = 5 таньга.
С началом Первой мировой войны значительных изменений в денежном обращении Хорезма не произошло, доминирующую роль продолжало играть серебро. При хане Асфандияре (1910—1918) чеканились только медные пулы. При его преемнике Саиде Абдулле (1918—1920) в 1919 году небольшим тиражом отчеканены последние серебряные таньга, в том же году начата чеканка таньга из меди и бронзы. Чеканились монеты в 1, 21⁄2, 5, 15 таньга. Чеканка прекращена в 1920 году.

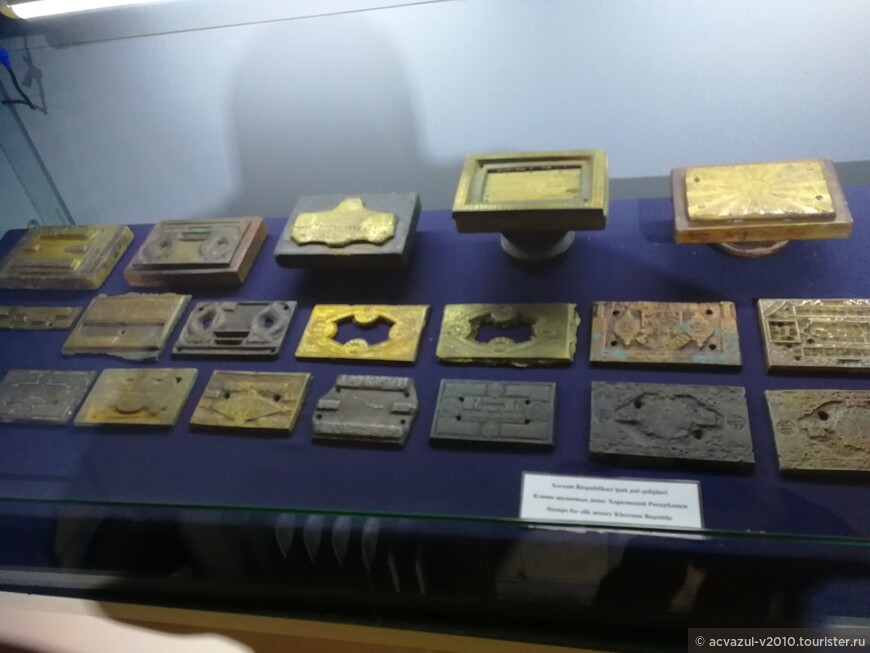
Клише для чеканки банкнот

В 1919 году начат выпуск банкнот ханства. Банкноты были выпущены с указанием номинала в таньгах и рублях (манатах): 50 таньга - 10 манат, 100 таньга - 20 манат, 200 таньга — 40 манат, 250 таньга — 50 манат, 500 таньга — 100 манат, 1000 таньга — 200 манат, 2500 таньга — 500 манат. Номиналы дублировались на каждой стороне банкнот в картушах - как вязью (прописью), так и персидскими цифрами; так же номинал указывался в таньгах на русском языке..

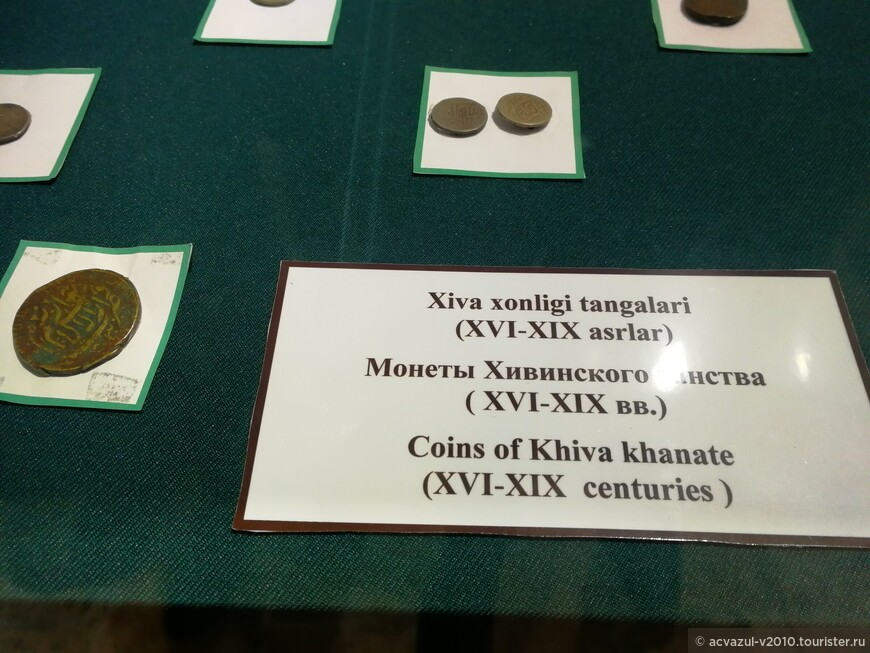
Монеты Хивинского ханства

Одной из главных особенностей Хорезмских банкнот стал их выпуск не на бумаге, а на шёлковой материи. Доподлинно неизвестно как происходил процесс изготовления заготовок для банкнот, однако „махра” на сторонах является признаком некачественного разреза шёлковой ленты и служит признаком подлинности банкноты. Надписи и изображения наносились с помощью клише-калыбов, по предположению М.С Кожухина изготавливавшихся из древесины карагача.
В 1920 году была провозглашена Хорезмская Народная Советская Республика. Выпуск монет и банкнот в таньгах был прекращён, Совет назиров республики выпускал монеты и банкноты в рублях.

## Банкноты

### Выпуск 1918 года
| - 50 (сторона А) - 50 (сторона Б) - 200 (сторона А) - 200 (сторона Б) - 250 (сторона А) - 250 (сторона Б) - 500 (сторона (А) - 500 (сторона Б) - 1000 (сторона А) - 1000 (сторона Б) - 2500 (сторона А) - 2500 (сторона Б) |

### Выпуск 1919 года
| - 1000 (сторона А) - 1000 (сторона Б) |